# Nagcarlan
Nagcarlan (Tagalog: Bayan ng Nagcarlan) ist eine philippinische Stadtgemeinde in der Provinz Laguna, in der Verwaltungsregion IV, Calabarzon. Sie hat 63.057 Einwohner (Zensus 1. August 2015), die in 52 Barangays lebten. Sie wird als Gemeinde der zweiten Einkommensklasse auf den Philippinen und als teilweise urbanisiert eingestuft. 
Nagcarlans Nachbargemeinden sind Calauan im Nordwesten, Victoria im Norden, San Pablo City und Rizal im Westen, Magdalena im Nordosten und Liliw im Osten. Die Topographie der Stadt ist gekennzeichnet durch sanfthügelige Landschaften am Fuße des Vulkans Banahaw.

## Barangays
| - Abo - Alibungbungan - Alumbrado - Balayong - Balimbing - Balinacon - Bambang - Banago - Banca-banca - Bangcuro - Banilad - Bayaquitos - Buboy - Buenavista - Buhanginan - Bukal - Bunga - Cabuyew | - Calumpang - Kanluran Lazaan - Silangan Lazaan - Labangan - Lawaguin - Kanluran Lazaan - Silangan Lazaan - Lagulo - Maiit - Malaya - Malinao - Manaol - Maravilla - Nagcalbang - Poblacion I (Pob.) - Poblacion II (Pob.) - Poblacion III (Pob.) | - Oples - Palayan - Palina - Sabang - San Francisco - Sibulan - Silangan Napapatid - Silangan Ilaya - Sinipian - Santa Lucia - Sulsuguin - Talahib - Talangan - Taytay - Tipacan - Wakat - Yukos |

## Persönlichkeiten
- Efren Esmilla (* 1962), philippinisch-US-amerikanischer römisch-katholischer Geistlicher, Weihbischof in Philadelphia